# Емануел (Анхалт-Кьотен)
Емануел фон Анхалт-Кьотен (на немски: Emanuel von Anhalt-Köthen, * 6 октомври 1631 в Пльотцкау, † 8 ноември 1670 в Кьотен) от фамилията Аскани е княз на Анхалт-Пльотцкау (1653–1665) и от 1665 г. Анхалт-Кьотен (1665–1670).
Той е най-малкият син на княз Август фон Анхалт-Пльотцкау (1575–1653) и съпругата му Сибила (1590–1659), дъщеря на граф Йохан Георг I фон Золмс-Лаубах. През 1657 г. той постъпва на служба при шведския крал Карл X Густав и се бие във войната му против Дания. При нападението на Копенхаген той е ранен и попада в плен. След освобождението му, в служба на Република Венеция, се бие при обсадата на Кандия, днес Ираклио (1648–1669) против турците.
Той е приет в литературното общество Fruchtbringende Gesellschaft.
Емануел последва баща си заедно с двамата си братя Ернст Готлиб († 1654) и Лебрехт († 1669) през 1653 г. в управлението на Анхалт-Пльотцкау. След смъртта на бездетния княз Вилхелм Лудвиг фон Анхалт-Кьотен († 1665) той става през 1665 г. княз на Анхалт-Кьотен, и управлява заедно с брат му Леберехт. Пльотцкау отново е даден обратно на Анхалт-Бернбург. Емануел умира през 1670 г. и е погребан в княжеската гробница в църквата Св. Якоб в Кьотен.

## Фамилия
Емануел фон Анхалт-Кьотен се жени, след смъртта на брат му, на 23 март 1670 г. в Илзенбург за графиня Анна Елеонора фон Щолберг-Вернигероде (26 март 1651 – 27 януари 1690), дъщеря на граф Хайнрих Ернст фон Щолберг и Анна Елизабет фон Щолберг-Вернигероде-Ортенберг. Те имат един постум роден син:
- Емануел Лебрехт (1671 – 1704), княз на Анхалт-Кьотен

∞ 1692 Гизела Агнес фон Рат, „графиня на Нинбург“